# Tibouchina anderssonii
Tibouchina anderssonii là một loài thực vật có hoa trong họ Mua. Loài này được Wurdack miêu tả khoa học đầu tiên năm 1976.